# Zagroda bamberska przy ul. Kościelnej 43 w Poznaniu
Zagroda bamberska przy ul. Kościelnej 43 - dawna zagroda bamberska, zlokalizowana w Poznaniu, na Jeżycach, przy ul. Kościelnej 43 (na narożniku ul. św. Wawrzyńca). 
Zagroda jest pozostałością po licznie zamieszkałej przez Bambrów dawnej wsi Jeżyce, włączonej do Poznania w 1900. Zbudowana została w czwartej ćwierci XIX wieku przez rodzinę Paetzów, a następnie przeszła w ręce rodziny Muthów. Na założenie pierwotne składały się budynki mieszkalne i gospodarcze (szkieletowe), skupione wokół wybrukowanego podwórka, otwarte w stronę ul. Kościelnej, ale odgrodzone odeń płotem z bramą i furtką. Na tyłach zlokalizowano ogród i sad. Obiekt mieszkalny posiadał stosunkowo duże izby z komorami, rozdzielone ścianą. 
Po II wojnie światowej zabudowania powoli niszczały, gdyż przestały być użytkowane i zamieszkałe. W końcu lat 90. XX wieku podjęto remont i w 2000 otwarto hotel i restaurację z kuchnią wielkopolską Zagroda Bamberska. Przebudowa częściowo zubożyła architektonicznie zespół (m.in. zlikwidowano ganek). 
Dojazd zapewnia autobus linii 64 do przystanku Jeżycka. Do bamberskiej przeszłości tego rejonu nawiązuje położony w sąsiedztwie Bamberski Dwór - kompleks mieszkalno-usługowy projektu Jerzego Buszkiewicza z 2000. 